# Rhomboeder
Ein Rhomboeder ist ein Polyeder, das von sechs Rauten begrenzt ist. Es ist ein Parallelepiped mit gleich langen Kanten und drei gleichen Innenwinkeln an zwei gegenüber liegenden Ecken.

## Formeln
| Größen eines Rhomboeders mit der Kantenlänge a und dem Innenwinkel {\displaystyle \theta } | Größen eines Rhomboeders mit der Kantenlänge a und dem Innenwinkel {\displaystyle \theta }                                                                      | Größen eines Rhomboeders mit der Kantenlänge a und dem Innenwinkel {\displaystyle \theta } |
| ------------------------------------------------------------------------------------------ | --- | ------------------------------------------------------------------------------------------ |
| Volumen                                                                                    | {\displaystyle V=a^{3}\cdot (1-\cos(\theta ))\cdot {\sqrt {1+2\cdot \cos(\theta )}}}                                                                            |                                                                                            |
| Oberflächeninhalt                                                                          | {\displaystyle A=6\cdot a^{2}\cdot \sin(\theta )} |                                                                                            |
| Inkugelradius                                                                              | {\displaystyle r_{i}={\frac {h}{2}}=a\cdot {\frac {1-\cos(\theta )}{2\cdot \sin(\theta )}}\cdot {\sqrt {1+2\cdot \cos(\theta )}}}                               |                                                                                            |
| Höhe                                                                                       | {\displaystyle h=a\cdot {\frac {1-\cos(\theta )}{\sin(\theta )}}\cdot {\sqrt {1+2\cdot \cos(\theta )}}}                                                         |                                                                                            |
| Raumdiagonalen                                                                             | {\displaystyle d_{1}=a\cdot {\sqrt {3+6\cdot \cos(\theta )}}}                                                                                                   |                                                                                            |
| Raumdiagonalen                                                                             | {\displaystyle d_{2}=a\cdot {\sqrt {3-2\cdot \cos(\theta )}}}                                                                                                   |                                                                                            |
| Flächendiagonalen                                                                          | {\displaystyle e=2\cdot a\cdot \cos \left({\frac {\theta }{2}}\right)}                                                                                          |                                                                                            |
| Flächendiagonalen                                                                          | {\displaystyle f=2\cdot a\cdot \sin \left({\frac {\theta }{2}}\right)}                                                                                          |                                                                                            |
| Verhältnis von Inkugelvolumen zu Volumen                                                   | {\displaystyle {\frac {V_{IK}}{V}}={\frac {\pi \cdot (1-3\cdot \cos ^{2}(\theta )+2\cdot \cos ^{3}(\theta ))}{6\cdot \sin ^{3}(\theta )}}}                      |                                                                                            |
| Winkel zwischen benachbarten Flächen                                                       | {\displaystyle \beta _{1}=180^{\circ }-\beta _{2}={\frac {\Omega _{1}+\Omega _{2}}{2}}=\arccos \left(1-{\frac {1}{1+\cos(\theta )}}\right)}                     |                                                                                            |
| Winkel zwischen benachbarten Flächen                                                       | {\displaystyle \beta _{2}=180^{\circ }-\beta _{1}=\Omega _{2}=\arccos \left({\frac {1}{1+\cos(\theta )}}-1\right)}                                              |                                                                                            |
| Raumwinkel in den Ecken                                                                    | {\displaystyle \Omega _{1}=4\cdot \arctan \left({\sqrt {\tan \left({\frac {3\cdot \theta }{4}}\right)\cdot \tan ^{3}\left({\frac {\theta }{4}}\right)}}\right)} |                                                                                            |
| Raumwinkel in den Ecken                                                                    | {\displaystyle \Omega _{2}=4\cdot \arctan \left({\sqrt {\cot \left({\frac {3\cdot \theta }{4}}\right)\cdot \tan \left({\frac {\theta }{4}}\right)}}\right)}     |                                                                                            |

### Volumen
Das Volumen des Rhomboeders kann mithilfe der Formel für das Volumen des Parallelepipeds berechnet werden (siehe Parallelepiped - Volumen). Für das Rhomboeder sind alle Kanten gleich lang und die 3 Innenwinkel zwischen den Kanten gleich, also gilt {\displaystyle a=b=c} und {\displaystyle \alpha =\beta =\gamma =\theta }. Daraus ergibt sich das Volumen
{\displaystyle {\begin{aligned}V&=a\cdot b\cdot c\cdot {\sqrt {1+2\cdot \cos(\alpha )\cdot \cos(\beta )\cdot \cos(\gamma )-\cos ^{2}(\alpha )-\cos ^{2}(\beta )-\cos ^{2}(\gamma )}}\\&=a^{3}\cdot {\sqrt {1-3\cdot \cos ^{2}(\theta )+2\cdot \cos ^{3}(\theta )}}\\&=a^{3}\cdot {\sqrt {(1-\cos(\theta ))^{2}\cdot (1+2\cdot \cos(\theta ))}}\\&=a^{3}\cdot (1-\cos(\theta ))\cdot {\sqrt {1+2\cdot \cos(\theta )}}\end{aligned}}}

### Flächenwinkel
Für zwei gegenüber liegenden Ecken des Rhomboeders sind die 3 anliegenden Innenwinkel der rautenförmigen Seitenflächen gleich. Eine solche Ecke bildet zusammen mit den 3 benachbarten Ecken ein Tetraeder. Betrachtet man die Umkugel dieses Tetraeders, dann gilt nach dem Kosinussatz für Kugeldreiecke die Gleichung
{\displaystyle \cos(\theta )=\cos(\theta )\cdot \cos(\theta )+\sin(\theta )\cdot \sin(\theta )\cdot \cos(\beta _{1})}
Dabei sind {\displaystyle \theta } die Innenwinkel und {\displaystyle \beta _{1}} die Flächenwinkel zwischen diesen Seitenflächen.
Daraus folgt
{\displaystyle \beta _{1}=\arccos \left({\frac {\cos(\theta )-\cos ^{2}(\theta )}{\sin ^{2}(\theta )}}\right)=\arccos \left({\frac {\cos(\theta )\cdot (1-\cos(\theta ))}{1-\cos ^{2}(\theta )}}\right)=\arccos \left(1-{\frac {1}{1+\cos(\theta )}}\right)}
Für die sechs anderen Ecken des Rhomboeders sind die anliegenden Innenwinkel gleich {\displaystyle \theta }, {\displaystyle 180^{\circ }-\theta } und {\displaystyle 180^{\circ }-\theta }. Betrachtet man die Umkugel des entsprechenden Tetraeders, dann gilt nach dem Kosinussatz für Kugeldreiecke die Gleichung
{\displaystyle \cos(180^{\circ }-\theta )=\cos(\theta )\cdot \cos(180^{\circ }-\theta )+\sin(\theta )\cdot \sin(180^{\circ }-\theta )\cdot \cos(\beta _{2})}
Dabei sind {\displaystyle \beta _{2}} die Flächenwinkel zwischen den Seitenflächen mit den Innenwinkeln {\displaystyle \theta } und {\displaystyle 180^{\circ }-\theta }.
Daraus folgt
{\displaystyle \beta _{2}=\arccos \left({\frac {\cos(\theta )-\cos(\theta )\cdot \cos(180^{\circ }-\theta )}{\sin(\theta )\cdot \sin(180^{\circ }-\theta )}}\right)=\arccos \left({\frac {\cos(\theta )\cdot (\cos(\theta )-1)}{1-\cos ^{2}(\theta )}}\right)=\arccos \left({\frac {1}{1+\cos(\theta )}}-1\right)}
Wegen {\displaystyle \cos(\beta _{1})=-\cos(\beta _{2})} gilt {\displaystyle \beta _{1}+\beta _{2}=180^{\circ }}.

### Raumwinkel
Der Raumwinkel in der Ecke eines Polyeders kann mit dem Satz von L'Huilier berechnet werden.
Für die zwei gegenüber liegenden Ecken des Rhomboeders mit den 3 gleichen Innenwinkeln {\displaystyle \theta } ergibt sich der Raumwinkel
{\displaystyle {\begin{aligned}\Omega _{1}&=4\cdot \arctan \left({\sqrt {\tan \left({\frac {\theta _{s}}{2}}\right)\cdot \tan \left({\frac {\theta _{s}-\theta }{2}}\right)\cdot \tan \left({\frac {\theta _{s}-\theta }{2}}\right)\cdot \tan \left({\frac {\theta _{s}-\theta }{2}}\right)}}\right)\\&=4\cdot \arctan \left({\sqrt {\tan \left({\frac {3\cdot \theta }{4}}\right)\cdot \tan ^{3}\left({\frac {\theta }{4}}\right)}}\right)\end{aligned}}}
weil in diesem Fall {\displaystyle \theta _{s}={\frac {\theta +\theta +\theta }{2}}={\frac {3\cdot \theta }{2}}} ist.
Für die sechs anderen Ecken mit den anliegenden Innenwinkeln {\displaystyle \theta }, {\displaystyle 180^{\circ }-\theta } und {\displaystyle 180^{\circ }-\theta } ergibt sich der Raumwinkel
{\displaystyle {\begin{aligned}\Omega _{2}&=4\cdot \arctan \left({\sqrt {\tan \left({\frac {\theta _{s}}{2}}\right)\cdot \tan \left({\frac {\theta _{s}-\theta }{2}}\right)\cdot \tan \left({\frac {\theta _{s}-(180^{\circ }-\theta )}{2}}\right)\cdot \tan \left({\frac {\theta _{s}-(180^{\circ }-\theta )}{2}}\right)}}\right)\\&=4\cdot \arctan \left({\sqrt {\tan \left(90^{\circ }-{\frac {\theta }{4}}\right)\cdot \tan \left(90^{\circ }-{\frac {3\cdot \theta }{4}}\right)\cdot \tan ^{2}\left({\frac {\theta }{4}}\right)}}\right)\\&=4\cdot \arctan \left({\sqrt {\cot \left({\frac {3\cdot \theta }{4}}\right)\cdot \tan \left({\frac {\theta }{4}}\right)}}\right)\end{aligned}}}
wobei in diesem Fall {\displaystyle \theta _{s}={\frac {\theta +(180^{\circ }-\theta )+(180^{\circ }-\theta )}{2}}=180^{\circ }-{\frac {\theta }{2}}} ist.

## Raumfüllung mit Rhomboedern
Der dreidimensionale euklidische Raum kann lückenlos mit kongruenten Rhomboedern ausgefüllt werden. Solche dreidimensionalen Parkettierungen werden Raumfüllung genannt.
Diese Raumfüllung aus Rhomboedern bildet ein Gitter. Es entspricht dem trigonalen Kristallsystem in der Kristallographie.
Dieses Gitter enthält parallele Ebenen. Deshalb ergeben die Flächenwinkel {\displaystyle \beta _{1}} und {\displaystyle \beta _{2}} zusammen 180°. Die im Gitter benachbarten Raumwinkel {\displaystyle \Omega _{1}} und {\displaystyle \Omega _{2}} entsprechen zusammen dem Flächenwinkel {\displaystyle \beta _{1}}. Der volle Flächenwinkel beträgt {\displaystyle 2\cdot \pi } und der volle Raumwinkel beträgt {\displaystyle 4\cdot \pi \ \mathrm {sr} }. Daher gilt {\displaystyle \beta _{1}={\frac {\Omega _{1}+\Omega _{2}}{2}}}.
Außerdem sind im Gitter 2 gleiche Raumwinkel {\displaystyle \Omega _{2}} benachbart und entsprechen zusammen dem Flächenwinkel {\displaystyle \beta _{2}}. Daher gilt {\displaystyle \beta _{2}=\Omega _{2}}.

## Anwendungen

Längliche und abgeflachte Rhomboeder

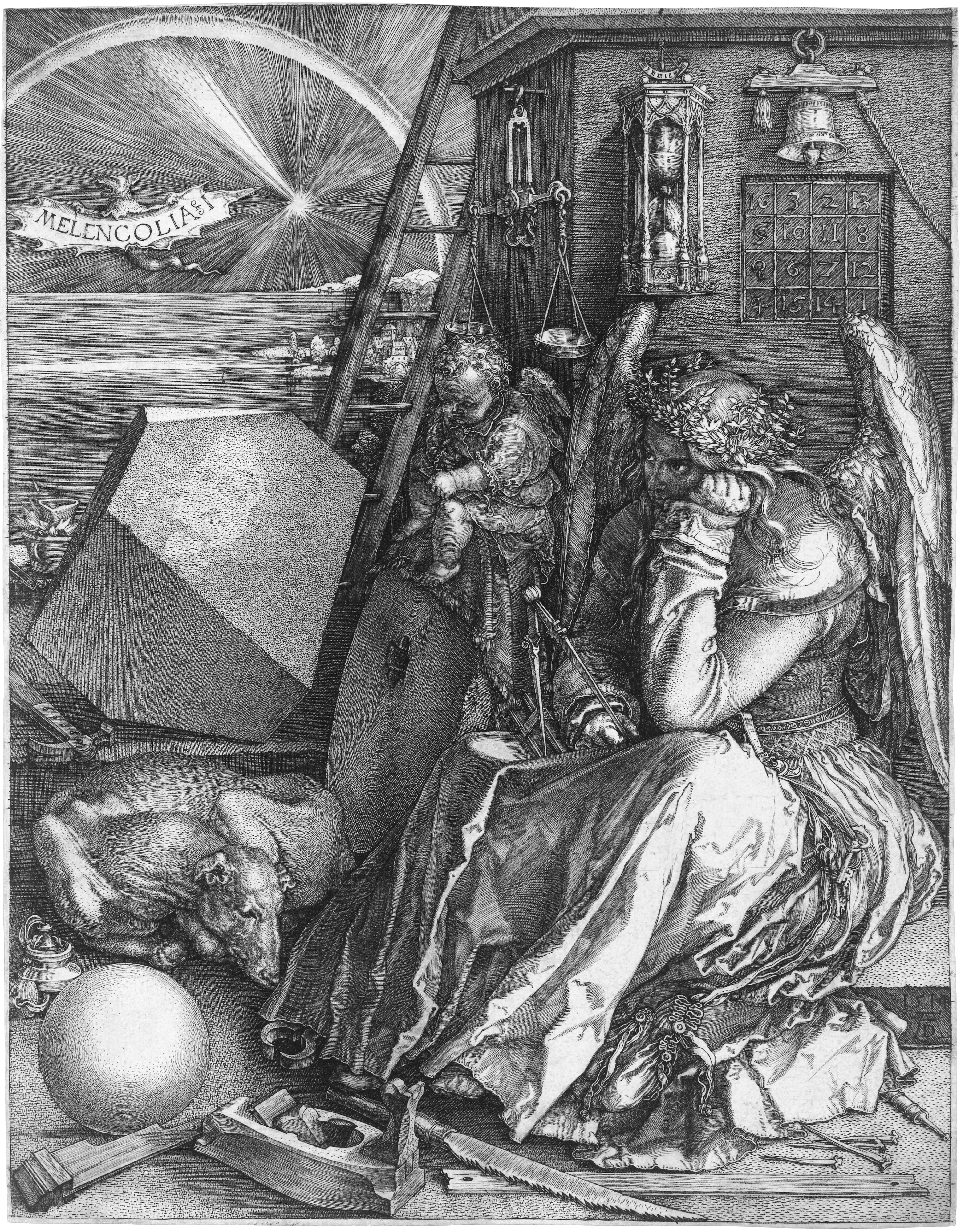
Melencolia I, Kupferstich (1514)

### Kunst und Natur
- Albrecht Dürer stellt in seiner teils mathematisch inspirierten Grafik Melencolia I ein speziell beschnittenes Rhomboeder dar, das durch diese Modifikation mit all seinen Eckpunkten auf einer Kugelfläche liegen würde.
- Maurits Cornelis Escher nutzte bei seinen unmöglichen Figuren bei Vorbetrachtungen und Strukturentwicklung auch verschiedene Rhomboeder.

### Kristallographie
Das Rhomboeder findet sich in der Natur als Kristallform und auf atomarer Ebene in Kristallstrukturen wieder. Es ist die allgemeine Flächenform der rhomboedrischen Kristallklasse (3), eine Grenzform der trigonal-trapezoedrischen (32) und eine spezielle Form der ditrigonal-skalenoedrischen Kristallklasse (3m). Außerdem ist es die Grundform des rhomboedrischen Bravais-Gitters. Das Rhomboeder als Kristallform gibt es nur im trigonalen Kristallsystem.
Zum Beispiel kristallisieren die Mineralien Amethyst, Hämatit, Calcit und Dolomit im trigonalen Kristallsystem.

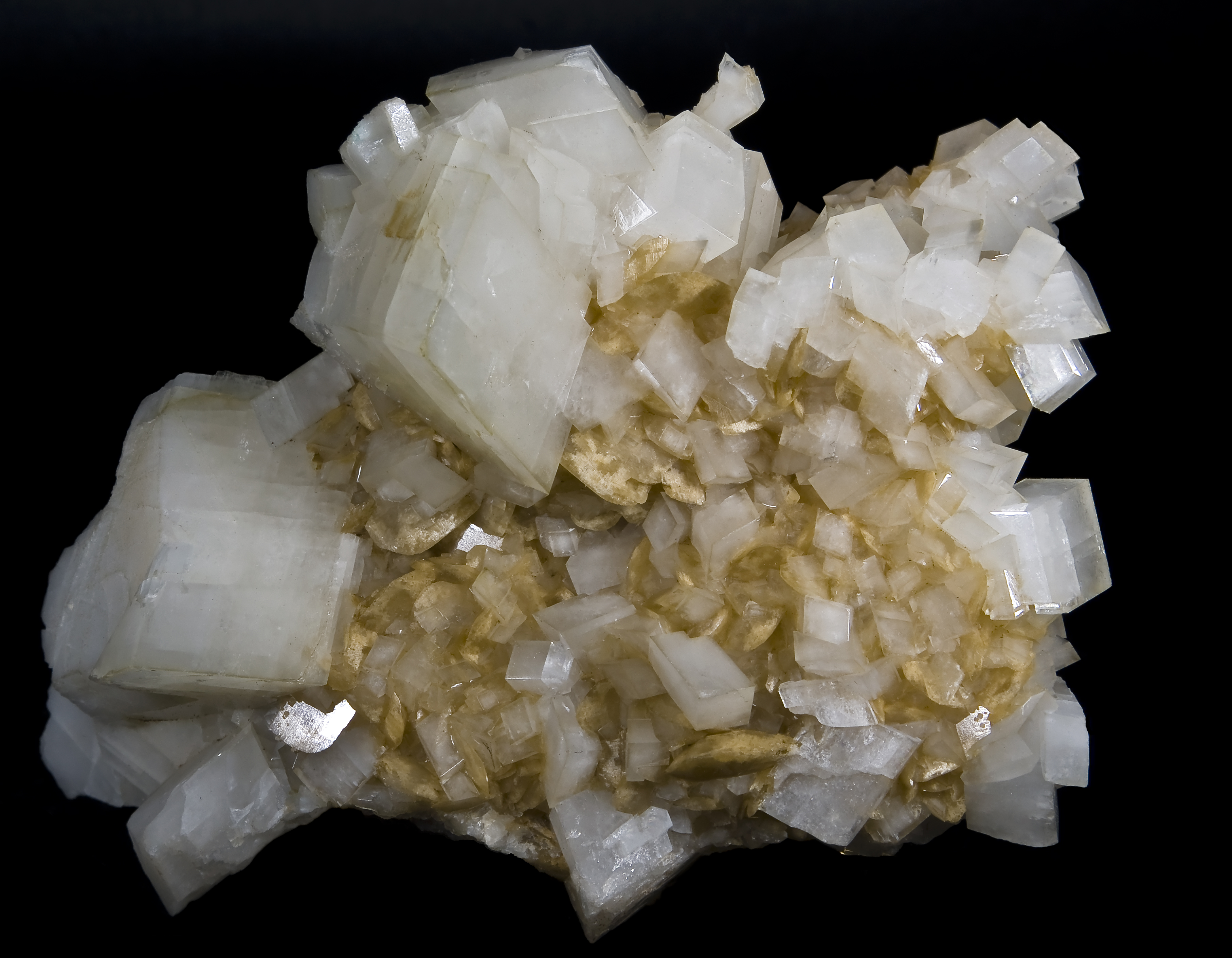
Dolomit (weiß)
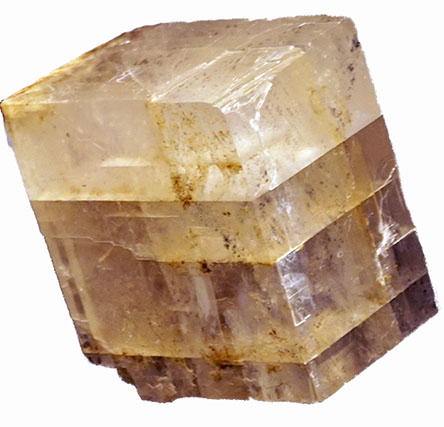
Calcit
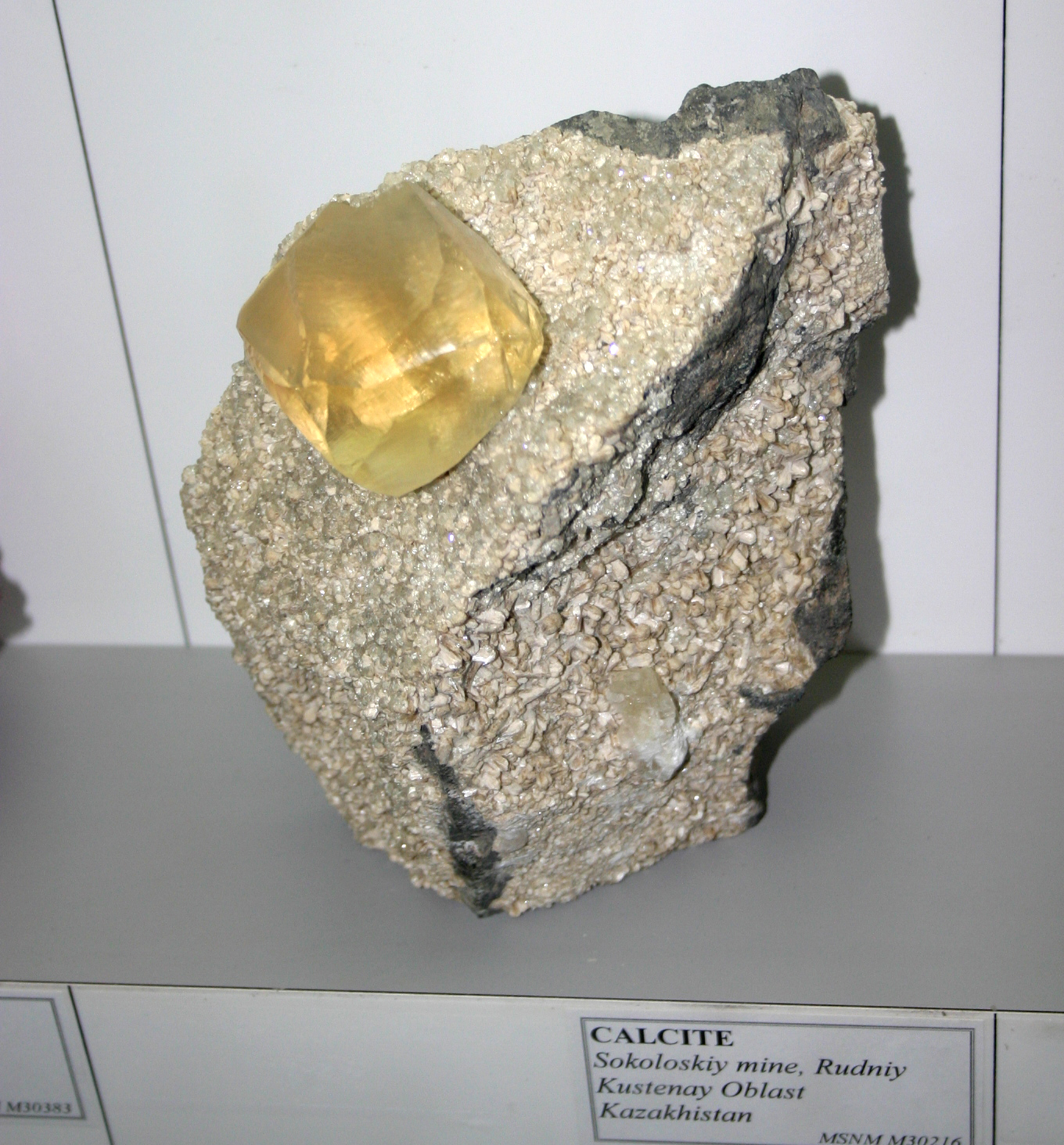
Calcit-Kristall
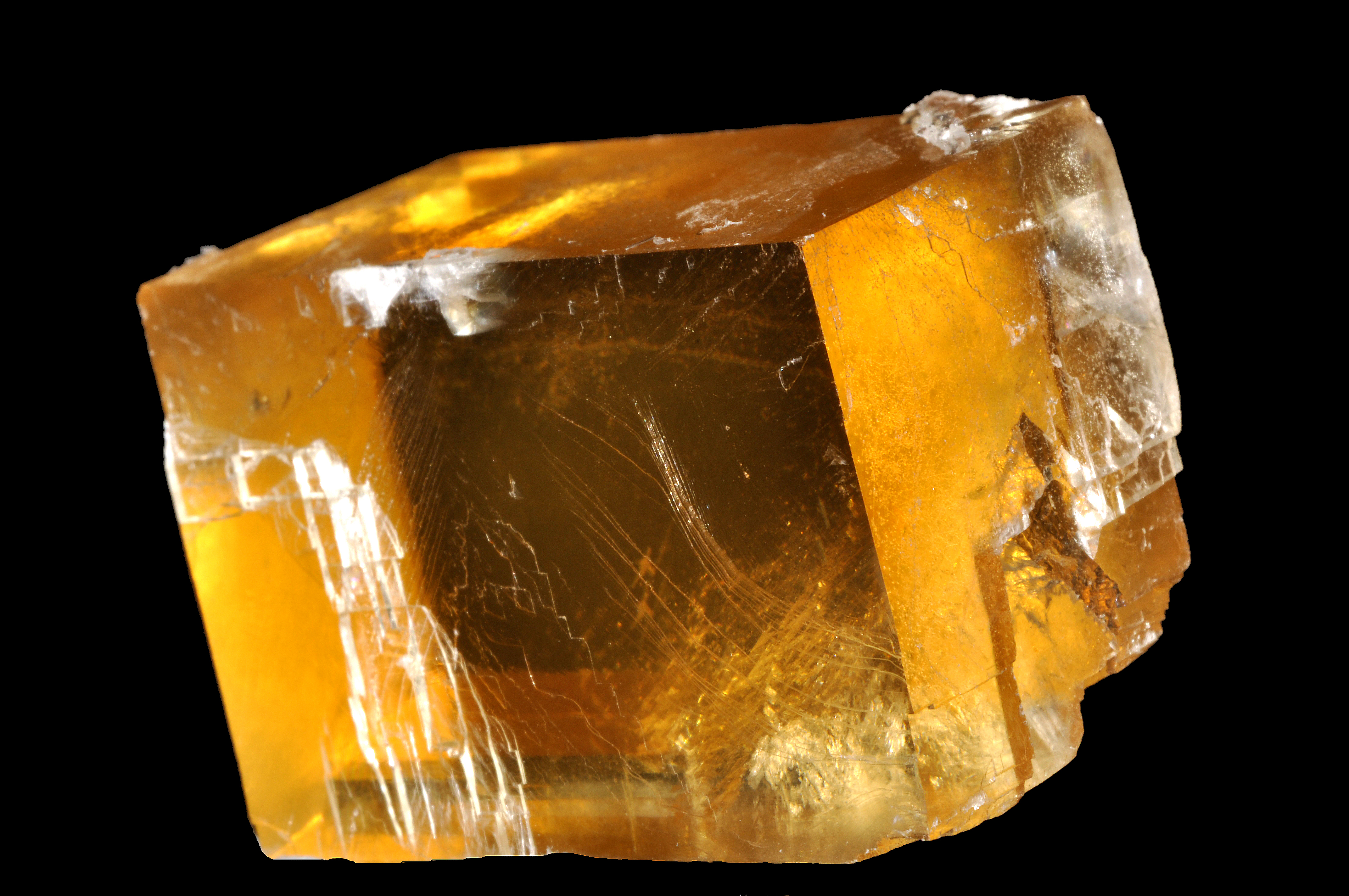
Gelber Calcit
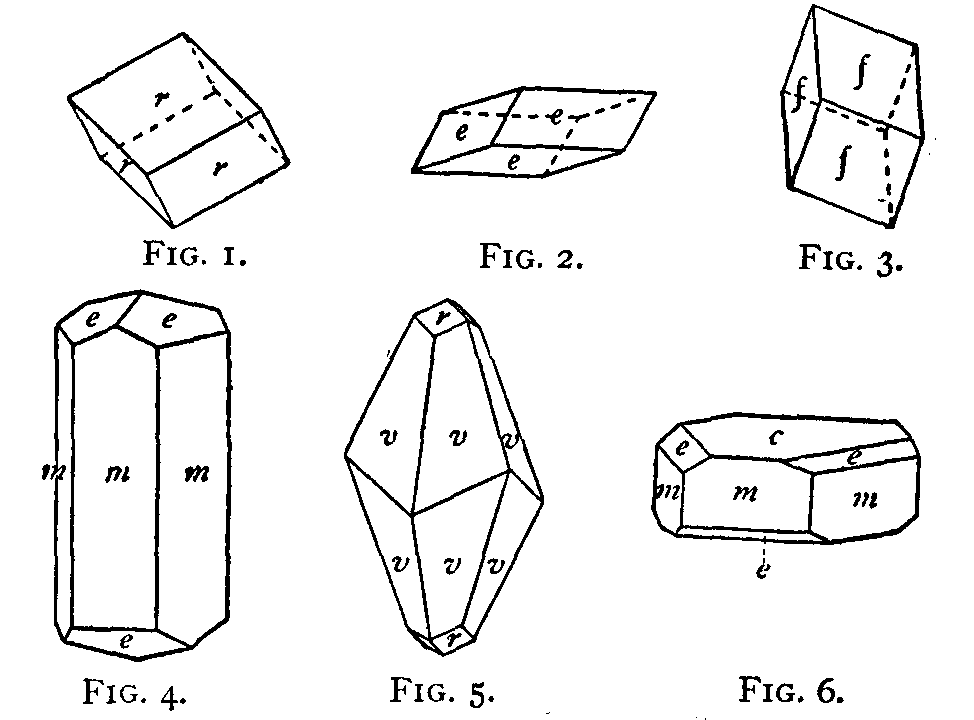
Rhomboedrische Kristalle

### Das Farben-Rhomboeder
Das Farben-Rhomboeder erfüllt nach Harald Küppers die geometrische Lösung für seine Farbenlehre. Jeder Punkt innerhalb des geometrischen Körpers entspricht einer Farbvalenz. Das heißt, jeder dieser Farbpunkte ist durch seine drei Vektoren-Potentiale definiert. Durch Stauchung und Verzerrung lässt sich das Farben-Rhomboeder in einen RGB- oder einen CYM-Farbraum umwandeln, naturgemäß mit anderen Verhältnissen zwischen den Farbwerten.
Ein Rhomboeder, bei dem die kurze Diagonale der Außenflächen so lang wie die Kante des Rhomboeders ist, stellt ein symmetrisches Parallelepiped dar. Es stehen jeweils zwei Außenflächen einander parallel gegenüber. Jede rautenförmige Außenfläche besteht aus zwei gleichseitigen Dreiecken. Zerschneidet man ein Rhomboeder entlang der kurzen Diagonalen der Außenflächen, ergeben sich drei Teile: zwei Tetraeder und ein Oktaeder. Diese drei geometrischen Körper sind wiederum völlig symmetrisch. Sämtliche Außenflächen dieser drei neuen geometrischen Körper sind gleichseitige Dreiecke.

Küppers' Farbrhomboeder
Farbkörper nach Harald Küppers
Anmerkenswerte Schnitte
Achsen, Diagonalen und Kanten[10]